# Cresserons
Cresserons is een gemeente in het Franse departement Calvados (regio Normandië). De plaats maakt deel uit van het arrondissement Caen. Cresserons telde op 1 januari 2022 1.078 inwoners.

## Geografie
De oppervlakte van Cresserons bedroeg op 1 januari 2022 3,59 vierkante kilometer; de bevolkingsdichtheid was toen 300,3 inwoners per km².
De onderstaande kaart toont de ligging van Cresserons met de belangrijkste infrastructuur en aangrenzende gemeenten.

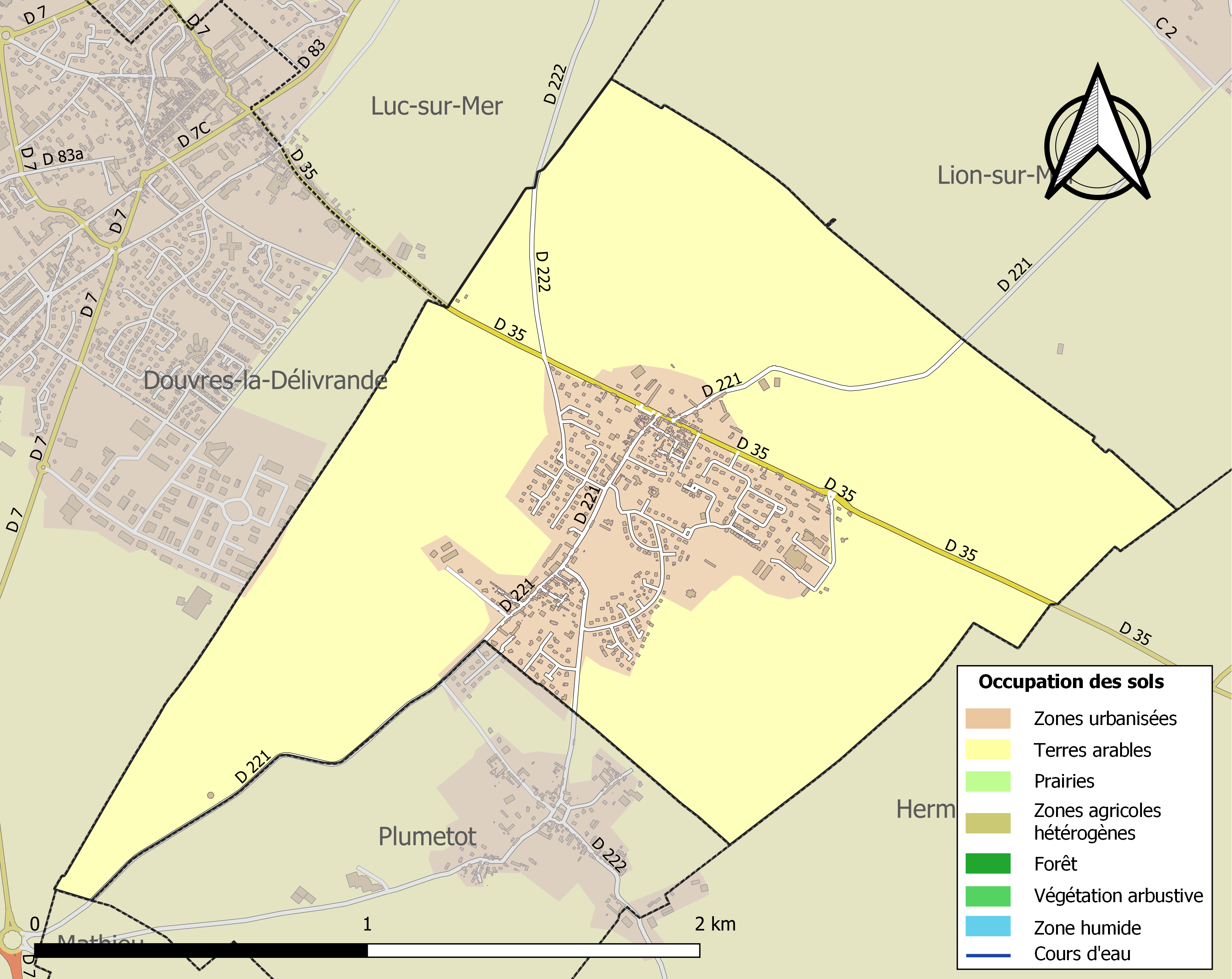

## Demografie
Onderstaande figuur toont het verloop van het inwonertal (bron: INSEE-tellingen).
Vanwege een beveiligingsprobleem met de MediaWiki Graph-software is het momenteel niet mogelijk deze grafiek weer te geven. Zodra de software is bijgewerkt zal de grafiek vanzelf weer zichtbaar worden.